# Stretchia plusiaeformis
Stretchia plusiaeformis är en fjärilsart som beskrevs av H. Edwards 1874. Stretchia plusiaeformis ingår i släktet Stretchia och familjen nattflyn. Inga underarter finns listade i Catalogue of Life.